# Ranville-Breuillaud

Ranville-Breuillaud este o comună în departamentul Charente, Franța. În 1 ianuarie 2022 avea o populație de 164 de locuitori.